# Један дан у животу Ивана Денисовича (књига)
Један дан из живота Ивана Денисовича (рус. Один день Ивана Денисовича, IPA: [ɐˈдʲин ˈдʲенʲ ɪˈванә дʲɪˈнʲисәвʲɪтɕә]) је кратки роман руског писца и нобеловца Александра Солжењицина, први пут објављен новембра 1962. у совјетском књижевном часопису „Нови свет“ (Нови свет). Радња је смештена у совјетски радни логор раних 1950-их и приказује дан затвореника Ивана Денисовича Шухова.
Објављивање књиге представљало је изванредан догађај у совјетској књижевној историји, будући да никада раније није отворено објављивано извештај о стаљинистичким репресијама. Уредник Новог Мира Александар Твардовски написао је кратак увод за број под насловом „Уместо предговора“.

## Преводи
Урађено је најмање пет превода на енглески. Од њих, први је објављен превод Ралфа Паркера (. New York: Dutton. Недостаје или је празан параметар |title= (помоћ), 1963), а затим Роналда Хинглија и Макса Хејворда (. New York: Praeger. Недостаје или је празан параметар |title= (помоћ), 1963), Беле фон Блок (. New York. Недостаје или је празан параметар |title= (помоћ). Ланцер 1963) и Гилон Ајткен (. New York: Farrar Straus Girouxк. Недостаје или је празан параметар |title= (помоћ), 1971). Пети превод, Х. Т. Вилетса (. New York: Farrar Straus Giroux. 0816. Проверите вредност парамет(а)ра за датум: |date= (помоћ); Недостаје или је празан параметар |title= (помоћ), 1991), једини је заснован на канонском руском тексту и једини је ауторизован од Солжењицина. Енглески правопис неких имена ликова незнатно се разликује међу преводима.

## Радња
Иван Денисович Шухов осуђен је на логор у совјетском систему гулага. Оптужен је да је постао шпијун након што су га Немци накратко ухватили као ратног заробљеника током Другог светског рата. Иако невин, осуђен је на десет година у логору принудног рада.
Дан почиње тако што се Шухов пробуди и осећа се лоше. Због касног устајања приморан је да чисти стражарницу, али је то релативно мала казна. Када је Шухов коначно могао да напусти стражарницу, одлази у амбуланту да пријави своју болест. Међутим, у ово време је релативно касно ујутру, тако да болничар не може више да ослободи раднике и Шухов мора да ради.
Остатак романа се углавном бави Шуховљевим одредом (104, који има 24 члана), њиховом оданошћу вођи одреда и послом који затвореници ( зекови ) обављају у нади да ће добити додатну храну за свој наступ. На пример, виде се како раде на бруталном градилишту где хладноћа смрзава малтер који се користи за зидање ако се не примени довољно брзо. Солжењицин такође детаљно описује методе које су затвореници користили да би преживели; цео логор живи по правилу опстанка из дана у дан.
Тјурин, предводник банде 104, је строг, али љубазан, а наклоност одреда према Тјурину постаје очигледнија како радња књиге тече. Иако мрзовољан човек, Тјурин је омиљен јер разуме затворенике, разговара са њима и помаже им. Шухов је један од највреднијих радника у тиму, поседује разноврсне вештине које су веома тражене и генерално је цењен. Оброци су оскудни – затвореници их добијају само на основу тога колико су њихове радне јединице продуктивне (или власти мисле да су биле) – али су једна од ретких ствари за које Шухов живи. Он чува храну коју добије и увек пази на било који предмет који може да сакрије и мења за храну касније, или за услуге и услуге које може учинити затвореницима за које ће му се захвалити малим поклонима хране.
На крају дана, Шухов је у стању да пружи неколико специјалних услуга Цезару (Цезару), интелектуалцу који ради канцеларијски посао уместо физичког рада. Цезар је ипак најзначајнији по томе што од своје породице добија пакете хране. Шухов је у стању да добије мали део Цезарових пакета тако што стоји у редовима за њега. Шухов размишља о свом дану, који је за њега био и продуктиван и случајан. Није се разболео, његовој групи је додељен добро плаћен посао, за ручком је покупио другу порцију хране, а у логор је прокријумчарио мали комад метала који би направио у користан алат.

## Главни ликови
104. је тим радног логора којем припада протагониста Иван Денисович. Има преко 24 члана.

## Историја
Један дан је оскудна, штуро написана прича о једном дану десетогодишњег затвора у радном логору фиктивног совјетског затвореника, Ивана Денисовича Шухова. Александар Солжењицин је имао искуство из прве руке у систему гулага, јер је био у затвору од 1945. до 1953. због писања погрдних коментара у писмима пријатељима о вођењу рата Јосифа Стаљина, кога је називао епитетима као што су „господар“ и „шеф“. Нацрти прича пронађени у Солжењициновој кутији са мапама коришћени су да га инкриминишу (Франгсмир, 1993). Солжењицин је тврдио да су затвореници плакали када је до њих стигла вест о Стаљиновој смрти. Користи епитет батка усати (батька усатый) у свом роману, што у преводу значи „Стари бркови“ или „Старци бркови“. Ова титула се сматрала увредљивом и погрдном, али затвореници су могли слободно да називају Стаљина како год желе: „Неко је у просторији урлао: 'Старац Бркови те никада неће пустити! Не би веровао ни рођеном брату, а камоли гомили кретена попут тебе!“
Године 1957, након што је пуштен из егзила које је уследило након његовог затварања, Солжењицин је почео да пише Један дан . 1962. године предао је свој рукопис у Нови мир, руски књижевни часопис. Уредник, Александар Твардовски, био је толико импресиониран детаљним описом живота у радним логорима да је предао рукопис Централном комитету Комунистичке партије на одобрење да га објави — до тада совјетским писцима није било дозвољено да се позивају на логоре. Одатле је послата дестаљинисти Никити Хрушчову, који је, упркос примедбама неких високих чланова партије, на крају одобрио њено објављивање уз извесну цензуру текста. Након што је роман послат уреднику Александру Твардовском из Новог Мира, објављен је у новембру 1962.
Радни логор представљен у књизи био је онај у којем је Солжењицин служио неко време, а налазио се у Караганди у северном Казахстану.

## Пријем
Један дан из живота Ивана Денисовича посебно је поменут у говору о додели Нобелове награде када је Нобелов комитет доделио Солжењицину Нобелову награду за књижевност 1970.
Након објављивања Једног дана... Солжењицин је написао још четири књиге, три 1963. и четврту 1966. што је катаклизмично довело до контроверзи око његових дела.
Године 1968, Солжењицин је оптужен од стране Литерарне Газете, совјетског листа, да није следио совјетске принципе. Уредници Газета су такође износили тврдње да се Солжењицин противио основним принципима Совјетског Савеза, а његов стил писања је био контроверзан код многих совјетских књижевних критичара посебно са објављивањем Једног дана... Ова критика листа дала је повода за даље оптужбе да се Солжењицин од совјетског Руса претворио у совјетског непријатеља, па је због тога жигосан као државни непријатељ, који је, према писању Газета, подржавао несовјетске идеолошке ставове од 1967. а можда чак и дуже. Он је, поред тога, оптужен за дестаљинизацију. Рецензије су биле посебно штетне. Солжењицин је избачен из Савеза совјетских писаца 1969. Ухапшен је, па депортован 1974.
Новела је продата у преко 95.000 примерака након што је објављена и током 1960-их. Док су Солжењицин и његов рад првобитно били негативно примљени, под вођством Никите Хрушчова, масовно објављивање књиге је било дозвољено са циљем да поткопа утицај Јосифа Стаљина на Совјетски Савез. Критичари ове акције тврде да је она покренула либерализацију која би изазвала објављивање радикалнијих радова и на крају распад Совјетског Савеза.

### Утицај
Виталиј Коротич је изјавио: „Совјетски Савез је уништен информацијама – а овај талас је кренуо од Солжењициновог Једног дана “.

## Филм
Једночасовна драматизација за телевизију, направљена за NBC 1963. године, у којој је главну улогу играо Џејсон Робардс Млађи, емитована је 8. новембра 1963. године.
У филмској адаптацији из 1970. заснованој на новели, главну улогу игра британски глумац Том Кортни. Финска је забранила филм из јавности, страхујући да би могао наштетити спољним односима са својим источним суседом.